# Камбиаго
Камбиа̀го (на италиански: Cambiago, на западноломбардски: Cambiàch, Камбиак) е градче и община в Северна Италия, провинция Милано, регион Ломбардия. Разположено е на 158 m надморска височина. Населението на общината е 6673 души (към 2012 г.).